# Craig Benson
Craig Benson, född 8 oktober 1954 i New York, är en amerikansk republikansk politiker. Han var New Hampshires guvernör 2003–2005.
Benson utexaminerades 1977 från Babson College och avlade 1979 MBA-examen vid Syracuse University. År 1983 grundade han Cabletron Systems och var verksam som företagets verkställande direktör fram till år 1999.
Benson efterträdde 2003 Jeanne Shaheen som guvernör och efterträddes 2005 av John Lynch.